# Flugplatz Hildesheim

i7
i11
i13
Der Flugplatz Hildesheim (ICAO-Code: EDVM) ist ein Verkehrslandeplatz in Hildesheim. Er ist für Flugzeuge bis 5,7 t, Hubschrauber, Selbststartende Motorsegler, Segelflugzeuge, Ultraleichtflugzeuge, Luftschiffe, Flugmodelle und bemannte Freiballone zugelassen.

## Geschichte

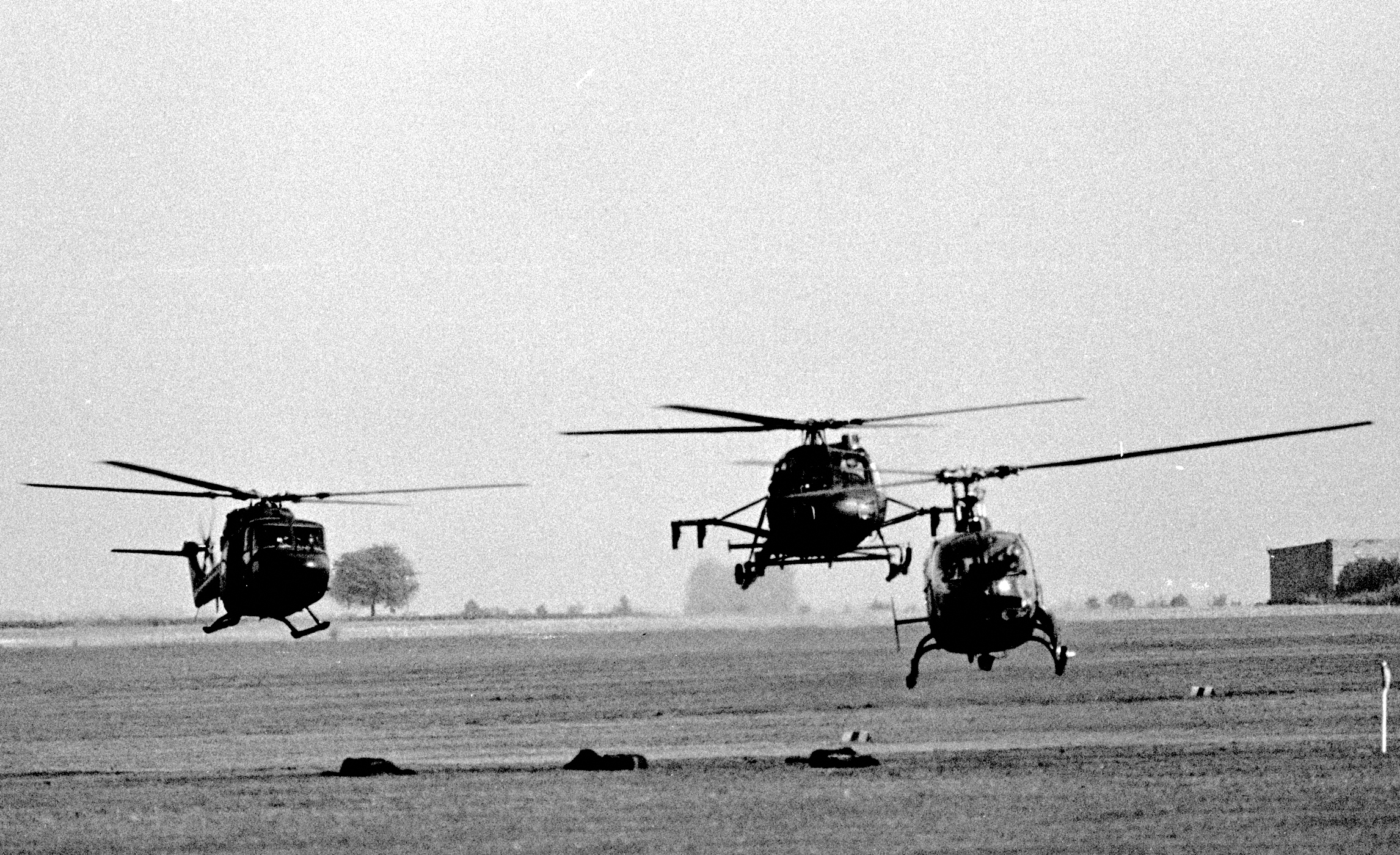
Von links nach rechts: Westland Lynx AH7, Westland Scout und Gazelle AH1 Hubschrauber des 1. Regiment Army Air Corps in Hildesheim, 1980.

Der Flugplatz eröffnete in den 1920er Jahren und diente ab 1935 als Fliegerhorst der Luftwaffe, die hier von Juli 1934 bis Oktober 1939 eine Aufklärungsschule und ab Oktober 1935 eine Fliegerbildschule betrieb.
Am 12. April 1945 wurde der Flugplatz durch die US Army besetzt, die ihn als Advanced Landing Ground ALG R-16 bezeichnete; er wurde bis zum 5. Juni 1945 durch die United States Army Air Forces (USAAF) benutzt. Nach Kriegsende wurde zunächst die British Air Force of Occupation für eine kürzere Zeit Hausherr des Platzes: Hier lag im Sommer 1945 die 146. Wing (Geschwader), die mit Typhoon IB Jagdbombern ausgerüstet war.
Anschließend nutzte die Britische Rheinarmee das Kasernengelände. Während des Kalten Krieges kam es erneut zu einer Stationierung eines fliegenden Verbandes, das 1. Regiment des Army Air Corps lag hier zwischen 1973 und 1993 mit Gazelle AH1 und Lynx AH7 Hubschraubern.
Ausbau
- 1927: Gründung des Flugplatzes
- 1958: Gründung der Flugplatz Hildesheim GmbH (75 % Stadt Hildesheim, 25 % AeroClub Hildesheim)
- 2000: Asphalt-Start- und Landebahn und Verkehrslandeplatz Klasse II
- 2002: Asphalt-Rollwege
- 2006: Start-/Landebahn-Beleuchtung
- 2009: Betreiber: Flugplatz Hildesheim Betriebs-GmbH
- 2010: Luftaufsichtsstelle
- 2010: Selbstbedienungstankstelle
- 2010: zusätzliche Gras-Start- und Landebahn

## Flugbetrieb

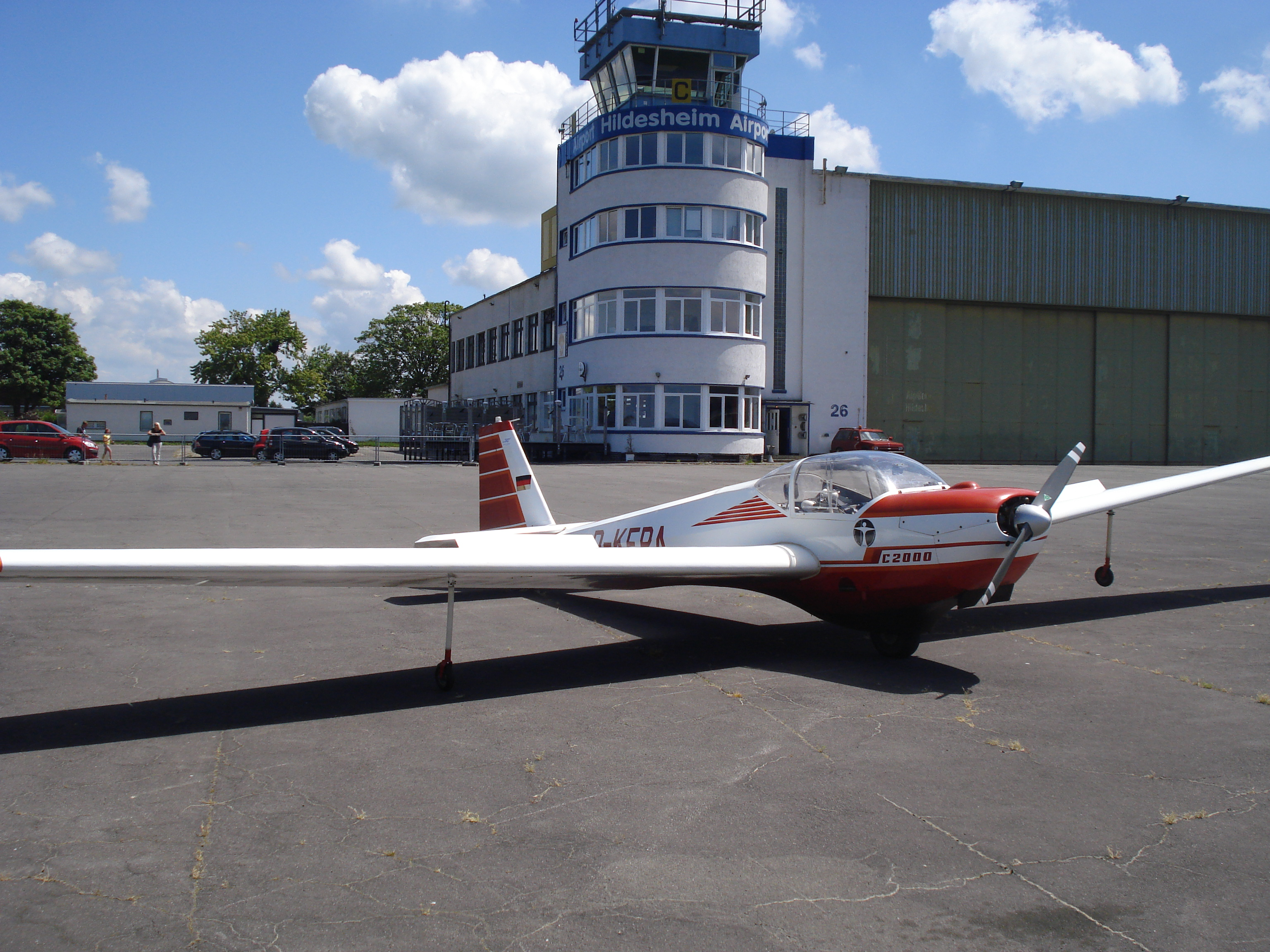
Turm des Flugplatzes

Der Platz wird seit dem 1. Juli 2009 von der Flugplatz Hildesheim Betriebs-GmbH privat-wirtschaftlich betrieben. Er wird von Luftsportlern (Ultraleichtflugzeuge, Tragschraubern, Segelflugzeugen, Fallschirmspringer) und Privatfliegern sowie Geschäftsfliegern genutzt. Auch Bundeswehr, Britische Streitkräfte in Deutschland und Polizei üben regelmäßig auf diesem Platz. Der Flugbetrieb findet üblicherweise täglich zwischen 10:00 Uhr bis Sonnenuntergang, maximal jedoch 20:00 Uhr lokale Zeit statt, an Sonn- und Feiertagen dürfen jedoch keine Platzrunden geflogen werden.
Am Platz befindet sich eine der größten kommerziellen Ultraleichtflugschulen Deutschlands sowie ein Herstellungs- und Ausbildungsbetrieb für Tragschrauber sowie einer der größten Luftsportvereine Deutschlands. Aus diesem Grunde nimmt der Schulungsbetrieb vor allem im Bereich Tragschrauber einen großen Anteil ein.
Der Flugplatz war 2015 gemessen an der Anzahl der Starts und Landungen der nicht gewerblichen Luftfahrt mit über 31.000 Starts jährlich noch vor den Landeplätzen Mainz-Finthen, Oerlinghausen und Hahnweide der meist frequentierte im gesamten Bundesgebiet, dabei entfällt ein Großteil von über 22.300 Starts auf den Bereich Ultraleichtflugzeuge (inkl. der Tragschrauber).
Seit 2010 ist am Standort Hildesheim eines der zwei Flugzeuge des niedersächsischen Feuerwehr-Flugdienstes stationiert.

## Infrastruktur
Für die Unterbringung von Luftfahrzeugen stehen diverse Hangars zur Verfügung. Die gängigen Kraftstoffarten Jet A-1 (Kerosin), AvGas, MoGas und Dieselkraftstoff können getankt werden.

## Anfahrt
Der Flugplatz liegt am Nordrand der Stadt Hildesheim zwischen der A 7, Ausfahrt Hildesheim-Drispenstedt und der B 6. Er ist von Hildesheim aus mit innerstädtischen Buslinien zu erreichen.

## Veranstaltungen
- Drachenflugtag
- Flugplatzfest
- LET’S MINI-Event
- 1/4 mile Rennen / Race @ Airport
- M’era Luna Festival
- Moto X-treme Days
- Technorama Oldtimer-Markt und Oldtimer-Rennen

## Unternehmen mit Luftfahrtbezug am Platz
- Airport Diner Flugplatz-Restaurant
- Konrad Deppe Freie Tankstellen
- AutoGyro GmbH
- MR Flugtechnik GmbH Aircraft Maintenance
- Ultraleicht-Flugschule Hildesheim GmbH